# Елізабет Кромвель
Елізабет Кромвель (англ. Elizabeth Cromwell; (1598 , Лондон  — листопад 1665 , Northborough, Кембриджшир ), уроджена Бурш'є (Bourchier) — дружина Олівера Кромвеля .

## Біографія
Народилася в 1598 році у Фелстеді, графство Ессекс, в родині сера Джеймса Бурш'є (Sir James Bourchier, Knt. of Felsted in Essex), багатого лондонського торговця шкірою, і його дружини Френсіс Крейн (Frances Crane). 
Елізабет була старшою з дванадцяти дітей у сім'ї. 22 серпня 1620 року в лондонській церкві Святого Егідія вона вийшла заміж за Олівера Кромвеля. Цей шлюб виявився дуже вигідним для Кромвеля, оскільки батько Елізабет познайомив його з багатою торговою спільнотою Лондона, а великі землі, якими володів сер Джеймс в Ессексі, пізніше гарантували Кромвелю велику підтримку з боку впливових родин місцевого пуританського дворянства.
Після смерті її чоловіка в 1658 році і зречення сина від престолу в наступному 1659-му, Кромвелі втратили свій вплив у державних справах. Проте армія змусила парламент виділити Елізабет кошти на відповідне утримання. Після відновлення монархії в 1660 році Елізабет планувала втекти з Англії і зібрала велику кількість цінностей з наміром вивезти їх з королівства. Після того, як ці плани стали відомі Державній раді, було наказано провести розслідування — кілька предметів, які належать королівській родині, було виявлено та конфісковано.
Вона виїхала із країни без цих цінностей. Імовірно, деякий час проживала у Швейцарії. Виїхала на короткий термін до Уельсу, потім вона переїхала в будинок свого зятя — Джона Клейпола, в Нортборо, графство Нортгемптоншир. Тут Елізабет Кромвель залишалася до смерті в листопаді 1665 року і була похована в церкві Нортборо 19 листопада.

## Родина
Шлюб Кромвелів був щасливим. Олівер писав Елізабет дбайливі любовні листи під час своїх військових кампаній, деякі з них були опубліковані в антології любовних листів під редакцією Антонії Фрейзер у 1976 році.
У їхньому шлюбі у них народилося дев'ять дітей, вісім з яких досягли повноліття:
- Роберт (1621—1639) — помер у роки навчання в школі.
- Олівер (1623—1644) — став корнетом у загоні лорда Сент-Джона в армії графа Ессекса і помер від віспи.
- Бріджіт (1624—1662) — була одружена спочатку з Генрі Айртоном (1646), а потім з Чарльзом Флітвудом (1652).
- Річард (1626—1712) — у 1658 році змінив свого батька на посаді лорда-протектора, але через рік протекторат розпався.
- Генрі (1628—1674) — служив лордом-заступником Ірландії.
- Елізабет (1629—1658) — була одружена з Джоном Клейполом[en].
- Джеймс (народився і помер у 1632 році).
- Мері[en] (1637—1713) — була одружена з Томасом Беласісом, 1-м графом Фоконберг[en].
- Френсіс[en] (1638—1720) — була одружена спочатку за Робертом Річем, а потім за сером Джоном Расселом, 3-м баронетом[en].